# Краљева гарда
Краљева гарда је била елитна гардијска јединица Војске Кнежевине и Краљевине Србије, као и Југословенске војске, задужена за обезбеђење краљевске породице и краљевског дома.
Иако се са њеним организовањем кренуло 1830. године, званично је основана указом кнеза Милоша Обреновића, дана 12. маја 1838. године. Најпре је била коњичка чета, да би са повећањем броја припадника прерасла у ескадрон и пук, а након формирања прве пешадијске чете 1901. године је наставила да расте до бригаде. Током 1924. године је формиран и артиљеријски пук гарде, те је Краљева гарда досегла ранг дивизије.
У Другом светском рату, гардијски официри Југословенске војске који су избегли заробљеништво, углавном су пришли Југословенској војсци у Отаџбини. У оквиру ње је 1943. године основана Горска краљева гарда.

## Историјат

### Карађорђева лична пратња
Први покушаји стварања неког облика гарде у Србији, сежу у доба Првог српског устанка. Тада је 1808. године настала једна засебна група пешадинаца под називом Српска гарда (Serves-Garde), која се налазила у обезбеђењу зграде Правитељствујушчег совјета сербског, а постојао је Српски козачки пук од 30 припадника, као лична пратња вожда Ђорђа Петровића Карађорђа, на чијем са буљубашом Петром Јокићем.

### Кнежевина Србија
Идеја о формирању гардијске јединице јавила се 1829. године. Кнез Милош Обреновић је те године први пут сазнао за Руску гарду, о чему сведочи Вук Стефановић Караџић. У првој половини исте године, кнез је упутио један распис нахијским старешинама, захтевајући да: „из задружних и имућнијих кућа, по стасу и угледу, одаберу младиће за његову гарду”. Истакнут је и посебан захтев да: „Сваки отац или сродник за чест да држи, коме се син или сродник у Гарду прими”. Наредне године је кнез објавио да планира формирање гарде.
Прву смотру будућих гардиста Књажевске гвардије, кнез Милош је извршио на Ђурђевдан 1830. године у Пожаревцу и тада пробрао 73 младића за посебну обуку. Формирана је прва, а недуго потом и друга гардијска чета, за чијег команданта је постављен главни сердар воени и шеф Књажевске гарде Тома Вучић Перишић. До краја свог постојања, Краљева гарда је као своју крсну славу прослављала Ђурђевдан, а ту традицију је наставила и Гарда Војске Србије. Прва чета је била стационирана у Крагујевцу и њен командир је био Илија Момировић, а друга чета је остала у Пожаревцу на челу са Петком Миленковићем.
Децембра исте године, гардисти су били присутни на читању хатишерифа током Велике народне скупштине у Београду. Одржан је и велики свечани егзерцир на Великој пијаци.

За младе кадете је основана Гвардијска школа. У јутарњим часовима, они су учили да читају и пишу, док су у послеподневним терминима имали чисто војну обуку. Предавачи у овој школи били су Илија Мандић и Мојсило Јанковић. Кадети су у цркви полагали заклетву да ће верно и савесно служити господару, односно кнезу. Међу кадетима те прве класе, налазио се и Младен М. Жујовић, потоњи пуковник, управник града Београда, председник Београдске општине, окружни начелник Рудничког округа, начелник Главне војне управе и члан Државног савета.
Током пролећа 1831. године, Књажеско-сербска банда на челу са капелником Јожефом Шлезингером, улази у састав Књажевске гарде. Следеће године је у Крагујевцу подигнута и прва гардијска касарна, а она је уздигнута у батаљон. Следи оснивање Књажеско-гвардијског коњичког ескадрона 1832. године са 200 коњаника, којима је командовао капетан Константин Хранисављевић. Команду над гардијском коњицом је 1834. године преузео кнежевић Михаило Обреновић.
Приликом проглашења Сретењског устава 1835. године, државну заставу је носио Јеврем Гавриловић, припадник Књажеве гарде. Исте године, гардисти прате кнез Милош у посету Цариграду.
Гарда је званично основана указом кнез Милош од 12. маја 1838. године, када је заправо основана њена команда. Овај датум је исписан на гардијској застави која је израђена за ту прилику, а гарда је по први пут добила сопствени барјак. Задаци гарде у то време били су давање почасне страже и чување Господаревог конака, Новог конака кнегиње Љубице у Београду, Варош-капије и Савамале. Њихово присуство у српском делу Београда је позитивно утицало на осећај сигурности код српског становништва. Гардисти су 1839. године пружили снажан дводневни отпор свргавању кнеза Милоша, што је довело до тога да их уставобранитељска влада привремено укине.
У време владавине кнеза Александра Карађорђевића, задатке гарде је извршавала регуларна војска, попут дворске страже и пратње кнеза. Његово збацивање на Светоандрејској скупштини 1858. године и повратак кнеза Милоша Обреновића, изнова доводе до успостављања кнежеве телесне гарде, јер се у кризним политичким приликама јавила потреба кнеза Милоша да уз себе стално има проверену оружану пратњу. Прве гардијске (хусарске) униформе уведене су 1859. године, за свега 12 гардиста, стално смештених у кнежевом конаку.
Дана 25. јула 1864. године, кнез Михаило Обреновић је установио Гардијски вод за потребе обезбеђења твора и његове личне пратње. За командира је поставио поручника Косту Јанковића. Кнежеви гардисти су прво значајно појављивање имали 4. јуна 1865. године на прослави 50. годишњице Таковског устанка на Топчидеру, где је приређена велика свечаност. Са овог догађаја је остала фотографија Анастаса Јовановића, на којој је први пут забележена униформа гарде. Кнежеви гардисти су били уз њега приликом посете Цариграду, током предаје кључева града Београда 1867. године, али и за време његове сахране након атентата у Кошутњаку 1868. године.
У ранг ескадрона, гарда је прерасла 24. фебруара/8. марта 1875. године. За време Српско-турских ратова 1876—1878 године, гардисти су били увек уз кнеза Милана Обреновића. На самом крају ратова и после Берлинског конгреса 1878. године, кнез Милан се фотографисао у униформи гардијског генерала, а фотографија је дељена јавно и поклањана пријатељима династије. Овиме је са највишег места дато признање гарди као елитној војној јединици самосталне и независне Кнежевине Србије, те гардијска служба постаје ствар престижа.

### Краљевина Србија
Након проглашења Србије за краљевину у марту 1882. године, број војника је растао, самим тим и гардиста. Гардијски ескадрон је 12. фебруара 1883. године коначно добио и назив Гарда Краљева. Командант гарде је био први краљев ађутант у чину мајора или потпуковника. Број припадника је растао, као уосталом и читаве војске, па је 1893. године формиран гардијски пук, а 1901. године је настала и прва пешадијска чета Краљеве гарде.
Приликом прославе годишњице Таковског устанка 1886. године у Горњем граду Београдске тврђаве, краљ Милан Обреновић је доделио 15 застава пешадијских, 5 застава коњичких пукова и заставу гардијског ескадрона, коју је примио командант капетан друге класе Михајло Кумријић. На новој гардијској застави је било исписано гесло: „За Веру, Краља и Отачаство — Краљева Гарда”. Резервни састав гарде уведен је у фебруару 1889. године.
После Мајског преврата 1903. године, обезбеђење комплекса Градских дворова (Стари двор, Новог двора, Маршалата, дворског парка и пратећих објеката), преузела је дворска стража сачињена од пешадијске гардијске чете.
Припадници Краљеве гарде су имали значајну улогу приликом церемоније крунисања краља Петра I Карађорђевића у Београду 1904. године, као и обезбеђивању комплекса Градских дворова.
За време Балканских ратова и Првог светског рата, значајно је опао број припадника гарде, који су распоређивани на борбене задатке. Уз краља Петра I и регента Александра је остао сасвим мали број гардиста у личној пратњи на челу са командантом Краљеве гарде пуковником Петром Живковићем.

### Краљевина Југославија
Након рата и уједињења, односно стварања Краљевине Срба, Хрвата и Словенаца, оформљен је пешадијски пук Краљеве гарде, дана 1. августа 1919. године и тако је гарда стекла ранг бригаде, будући да је већ имала један коњички пук. Гардисти су чували краља Петра I у његовој кући на Сењаку и регента Александра у Крсмановићевој кући, које су служиле као њихове привремене резиденције до завршетка реконструкције Градских дворова, тешко оштећених и опљачканих током рата.
Са градњом Дворског комплекса на Дедињу (Краљевски двор, Бели двор, Дворска капела Светог Андреја Првозваног) 1929. године, у оквиру комплекса настају здање дворске страже и здање дворске жандармерије. Такође, Команда гарде са налазила врло близу самог двора, односно на Топчидеру.
Током 1924. године формиран још један коњички пук, те је настала коњичка гардијска бригада, а исте године настаје и артиљеријски гардијски пук у чији састав улазе једна дивизија (2 коњичке батерије) и један дивизион (2 брдске батерије), те аутомобилско одељење. Формирана је и пионирска чета гарде 1928. године.
Селекција за службу у Краљевој гарди била је врло строга, а кандидате су одређивале надлежне старешине у 48 војних одсека на територији Краљевине Југославије. Они су морали бити високи најмање 172 центиметра. Постојала су неписана правила да приликом пријема у гардијску службу треба водити рачуна о националној, па чак и племенској заступљености, те се тако у Краљевој гарди нашло око 80 Албанаца, али и Црногорци из свих племена.
До Другог светског рата, Краљева гарда је нарасла на ниво дивизије.

#### Други светски рат
Значајну улогу у пучу 27. марта 1941. године против Тројног пакта, имали су и гардијски официри. Најпознатији од њих јесте био мајор Живан Кнежевић, који је ухапсио председника Министарског савета Драгишу Цветковића и начелника Главног ђенералштаба армијског генерала Петра Косића, те их спровео га у Команду ваздухопловства у Земуну, где се налазило седиште пучиста. Мајор Кнежевић је те вечери заузео и центар Београда, на простору на којем су се налазила министарства и Главни ђенералштаб. Гардијски потпуковник Стојан Здравковић је са гардијским батаљоном опколио Краљевски двор, у пучу су учествовала још два гардијска батаљона (један под командом мајора Кнежевића и други капетана Јонића).
Остали официри Краљеве гарде су током пуча били у седишту Команде гарде на Топчидеру. Ту су се налазили командант Краљеве гарде, команданти оба гардијска коњичка пука и командант гардијског артиљеријског пука. Очекивало се да командант Краљеве гарде дивизијски генерал Михаило Стајић може покренути контраудар против пучиста, али до тога није дошло. Командант коњичке бригаде бригадни генерал Милутин Жупањевац је, уз посредство ордонанс официра команданта Краљеве гарде мајора Милутина Костића, са једним коњичким пуком заузео Главну железничку станицу и Железничку станицу Дунав.
Током Априлског рату 1941. године, припадници Краљеве гарде су се налазили уз краља Петра II Карађорђевића до његовог одласка из земље. Међу онима који су са њим 16. априла напустили земљу, били су гардијски мајор Живан Кнежевић и гардијски пуковник Стојан Здравковић.
У заробљеништво након капитулације у Априлског рату 1941. године, одведени су бројни официри Краљеве гарде, од којих је вероватно најпознатији мајор Никола Косић.
На месту команданата оба коњичка пука Краљеве гарде, уочи Априлског рата налазили су се гардијски пуковник Антон Кокаљ (Словенац, аустроугарски мајор из Првог светског рата) и гардијски пуковник Краус. Кокаљ се придружио Словеначком домобранству и уз сагласност СС официра предводио Организациони штаб квислиншког Словенског народног варностног збора.
Од припадника Краљеве гарде који су рат провели у партизанском покрету, издвајају се Велимир Терзић (начелник Главног штаба Народноослободилачке војске за Црну Гору и Боку, заменик команданта Пете пролетерске црногорске ударне бригаде, послератни генерал-пуковник ЈНА и начелник Војне академије у Београду), Иван Хроват (потоњи припадник Одељења за заштиту народа и Управе државне безбедности) и Алекса Радовановић.

##### Горска краљева гарда
Гардијски официри Југословенске војске, уколико су избегли заробљеништво, одлазили у редове Југословенске војске у Отаџбини. Најпознатији међу њима јесу били командант Првог равногорског корпуса капетан Звонимир Вучковић, командант Смедеревског корпуса капетан Живан Лазовић, командант Церског корпуса у оквиру Церско-мајевичке групе корпуса и потом Трећег јуришног корпуса Четврте групе јуришних корпуса мајор Војислав Туфегџић, затим командант Невесињског корпуса поручник Милорад Поповић, капетана I класе Владислав Додић…
Министар војске, морнарице и ваздухопловства армијски генерал Драгољуб Михаиловић је 1943. године од пробраних официра и војника формирао Горску краљеву гарду, а за њеног команданта је поставио потпуковника Николу Калабића. Средином фебруара 1944. године, покренута је операција Хајка, у којој су биле ангажовани Дивизија Бранденбург, Српски добровољачки корпус и Руски заштитни корпус, а један од главних циљева операције јесте било уништење Горске гарде. У то време, формирана је Група корпуса Горске гарде, састављена од Горске краљеве гарде и Космајског корпуса, а 27. маја 1944. године су три бригаде Горске гарде ушле у састав Другог јуришног корпуса Четврте групе јуришних корпуса под командом мајора Драгослава Рачића.

##### Српска гарда
Влада народног спаса Милана Недића је за време рата организовала Српску гарду у рангу једне пешадијске чете, која је обављала дужности почасне страже испред зграде Влада.
Њени припадници су носили гардијске униформе „миланке” са придодатим нашивком српског двоглавог орла на црвеном штиту, док су панталоне замениле чакшире, а ципеле су дошле уместо чизама. Уместо краљевог монограма, носили су нови амблем са двоглавим орлом. Официри су на амблему имали венац, а подофицири и војници нису.
Престала је да постоји у октобру 1944. године, као и сама Влада народног спаса.

## Структура
Чинови официра Краљеве гарде били су исти као и чинови осталих официра Војске Краљевине Србије, односно Југословенске војске.

### Команда Краљеве гарде
У оквиру Команде Краљеве гарде је постало и санитетско одељење, а његов начелник од 11. септембра 1925. године до 12. марта 1935. године је био санитетски потпуковник Ђорђе Сибер.

### Оркестар краљеве гарде
Музика краљеве гарде је основана 1904. године, издвајањем из Београдског војног оркестра. Најпре је то био дувачки, а касније и гудачки оркестар. Први руководилац и диригент Оркестар краљеве гарде је био пуковник Станислав Бинички. Од 1907. године, оркестар је понео назив Оркестар краљеве гарде.
Под управом Биничког, изводио је ораторијум „Седам речи Христових” Јозефа Хајдна у великој сали Коларчеве задужбине 1907. године, затим Хајднов ораторијум „Стварање света” 1908. године у Народном позоришту у Београду, као и „IX Бетовенове симфоније” 1910. године. Оркестар је наступао у Скопљу 1906. године, Новом Саду 1907. године и Одеси 1911. године.
За време Првог светског рата, Оркестар је одржао неколико концерата на Крфу и у Солуну, за српске и савезничке војнике и рањенике, добротворне приредбе за избеглице, породице погинулих, за представнике Црвеног крста, а затим је 1916. године уследила и концертна турнеја по Француској.
Управу над Оркестром је 1920. године од Биничког преузео Драгутин Покорни. Познати тамбур-мажор и капелник Оркестра краљеве гарде био је Војислав Роглић.

## Униформе
Прве гардијске униформе су установљене 1859. године и познате су као душанке, а разликовале су се коњичка и пешадијска, што ће уосталом и касније бити присутно код гардијских униформи. Како је у тренутку настанка гардијске униформе постојала само коњица гарде, односно пешадијска гардијска чета настала тек 1901. године, тако је најпре настала и коњичка униформа.
Коњичка гардијска униформа се углавном није мењала од настанка и укључивала је свечани мундир хусарског кроја познат као „атила”, чакшире, службени мундир познат као „миланка”, црне лаковане чизме, калпак, ешарпу, сабљу, ледунку и беле рукавице. Долама је уведена 1896. године. Свечани мундир је био зелене боје са шест хоризонталних златних гајтана који су се завршавала златним розетама. Калпак је био од црног астрагана са златном плетеницом која се качила на горњу ивицу са леве и десне стране, те је висила на предњој страни, а изнад ње је стајала кокарда, док је теме калпака било црвене боје.
Кокарда је имала овални облик и била је у националним бојама (спољни бели оквир, потом плави слој и унутрашњост црвена). Гардијски официри су преко кокарде имали и краљев монограм, по чему су се разликовали од подофицира. Кокарде су 1904. године замењене само краљевим монограмом са перјаницом (дужа код официра, краћа код подофицира), чиме је наглашена гардијска служба као служба самом владаоцу.
Ешарпа је била плаве боје, а долама плаве. са укосо урезаним џеповима и златним нараменицама. Чакшире су биле црвене боје и златним гајтаном по шавовима на страни, те су биле исте за све родове гарде. Са формирањем пешадијске чете Краљеве гарде 1901. године, усвојена је светлосива „атила” за пешадију.
Уредбом од 2. марта 1922. године, за подофицире и официре Краљеве гарде су одређени припадајући елементи: нож, сабља, опасач, кајас и темњак. Нож и сабла су се опасивали испод „атиле” и „миланке” у случајевима када се не носи пушка, а коњаници Краљеве гарде су сабљу опасивали испод шињела и доламе.
Свечане пешадијске гардијске униформе „атиле” су замењене за „миланке”, Уредбом о одећи сувоземне војске из 1924. године. Пошто је у новембру исте године оформљен и артиљеријски гардијски пук, за његове припаднике је прописана „миланке” браон боје.
Током 1933. године, донета је Уредба о одећи Краљеве гарде, којом је прописан изглед и начин ношења гардијске униформе. Тада је и формално дефинисана артиљеријска гардијска униформа.
Уместо еполета, официри Краљеве гарде су носили четвороструки златни гајтан са звездицама које су означавале чин. Виши официри су гајтан носили на оба рукава, а подофицири су чинове имали на раменима (месту за еполете) у виду гајтана од жуте вуне.
Чланови краљевских породица Обреновић и Карађорђевић су често носили гардијске униформе (најчешће у чину пуковника) на државним свечаностима и за време боравка у јавности. Гардијску униформу је повремено носили краљ Милан Обреновић и краљ Александар I Обреновић, најчешће краљ Александар I Карађорђевић, а кнез Павле Карађорђевић ју је носио на свом венчању 1923. године.

## Здања

### Мањеж
Око 1860. године, простор оивичен улицама Краља Милана, Немањином, Ресавском и Светозара Марковића је преуређен у војни комплекс. Дуж Улице краља Милана је тада изграђен и мањеж, коњичка школа за припаднике Кнежеве гарде. Мањеж је представљао приземну грађевину са истакнутим пиластрима, а на јужној страни изнад улаза су се налазили рељефи две главе коња. Здање „Мањежа” је неколико пута адаптирано и данас се у њему налази Југословенско драмско позориште.
Дуж Немањине улице су до 1933. године постојале бараке првог коњичког пука Краљеве гарде, које су тада срушене ради проширења улице. Унутрашњост некадашњег војног комплекса Краљеве гарде данас представља парк Мањеж, чије је уређење предвиђено генералним планом општег уређења града Београда из 1923. године.

## Командна структура

### Команданти Краљеве гарде
| Фотографија | Име и презиме                                       | Почетак | Крај |
| ----------- | --------------------------------------------------- | ------- | ---- |
|             | Петар Јокић - буљубаша личне пратње вожда Карађорђа |         |      |

| Фотографија | Име и презиме                                                                       | Почетак       | Крај  |
| ----------- | ----------------------------------------------------------------------------------- | ------------- | ----- |
|             | Тома Вучић Перишић                                                                  | 1830.         | 1831. |
|             | Капетан Константин Хранисављевић - командир Књажеско-гвардијског коњичког ескадрона | 1832.         | 1834. |
|             | Кнежевић Михаило Обреновић - шеф од коњичке гарде                                   | 1834.         |       |
|             | Поручник Коста Јанковић                                                             | 25. јул 1864. |       |
|             | Капетан Цветко Павловић                                                             |               |       |
|             | Љубомир Христић                                                                     |               |       |
|             | Лазар Д. Лазаревић                                                                  | 1881.         | 1885. |
|             | Капетан друге класе Михајло Кумријић                                                | 1885.         | 1892. |
|             | Пуковник Александар Константиновић                                                  | 1892.         | 1900. |
|             | Мајор Војислав М. Петровић Блазнавац                                                | 1901.         | 1903. |
|             | Мајор Витомир Христић                                                               | 1903.         | 1905. |
|             | Мајор Миливоје Анђелковић Кајафа                                                    | 1905.         | 1906. |
|             | Мајор Милан Дунић                                                                   | 1906.         | 1907. |
|             | Потпуковник Ђурђе Јосифовић                                                         | 1907.         | 1913. |
|             | Пуковник Петар Живковић                                                             | 1917.         | 1918. |

| Фотографија | Име и презиме                            | Почетак           | Крај           |
| ----------- | ---------------------------------------- | ----------------- | -------------- |
|             | Пуковник/Армијски генерал Петар Живковић | 1918.             | 1934.          |
|             | Бригадни генерал Ратко Ракетић           | 1934.             | 1936.          |
|             | Дивизијски генерал Александар Станковић  | 1936.             | 1940.          |
|             | Дивизијски генерал Михаило Стајић        | 23. октобар 1940. | 27. март 1941. |

| Фотографија | Име и презиме                                                   | Почетак           | Крај  |
| ----------- | --------------------------------------------------------------- | ----------------- | ----- |
|             | Потпуковник Драгослав Павловић - командант Горске краљеве гарде | 1. новембар 1941. | 1943. |
|             | Потпуковник Никола Калабић - командант Горске краљеве гарде     | 1943.             | 1946. |

### Начелници Штаба команде Краљеве гарде
| Фотографија | Име и презиме                            | Почетак         | Крај              |
| ----------- | ---------------------------------------- | --------------- | ----------------- |
|             | Генералштабни потпуковник Лазар Р. Тонић | 1924.           |                   |
|             | Пуковник Владимир Цукавац                | 27. април 1926. | фебруара 1927.    |
|             | Потпуковник Драгољуб Михаиловић          |                 | 14. фебруар 1935. |

## Галерија
- Официри Краљеве гарде 1887. године
- Пешадијски мајор Љубомир Костић, командир чете Краљеве гарде (1904)
- Припадници Краљеве гарде у Београду 1920. године
- Пешадијски официр Краљеве гарде у свечаној униформи (1925)
- XIV чета пешадијског пука Краљеве гарде (1927)
- Чета Музике Краљеве гарде (1928)
- Пешадијски поручник Велимир Терзић на служби у Краљевој гарди (1934)
- Секретар Централног националног комитета академик Драгиша Васић са припадницима Горске краљеве гарде (1943)
- Коверта првог дана Поште Србије поводом 190 година постојања Гарде Војске Србије (2020)
- Поштанска марка поводом 190 година постојања Гарде Војске Србије